# Labios rotos (canción)
«Labios rotos» es una canción de la banda de rock mexicana Zoé, desprendida como tema inédito del álbum recopilatorio MTV Unplugged/Música de fondo. Se estrenó en la lista Los 40 de México el 16 de julio de 2011 y se mantuvo durante 19 semanas, alcanzando la primera posición en 2 de ellas. Su popularidad hizo que Zoé fuera acreedor a un Grammy Latino en el año 2011 por la categoría «Mejor canción de rock».
El video musical se estrenó en el sitio YouTube un mes antes de la publicación del disco, el 25 de febrero de 2011, junto con los demás temas del álbum. A marzo de 2021, es el video más visto del grupo al haber superado las 900 millones de visualizaciones en la mencionada plataforma de alojamiento de videos.

## Otras versiones
Fue incluida en el álbum en vivo 8.11.14, grabado durante el concierto que ofreció la banda el 8 de noviembre de 2014 en el Foro Sol de la Ciudad de México, ante aproximadamente 55 mil personas. El videoclip de esta versión fue estrenado el día 21 de octubre de 2015.
La canción fue adaptada por la banda colombiana de folk-rock Morat fomando parte del Álbum Reversiones, el cual es un tributo a Zoé. El video musical con las letras de la canción fue estrenado el día 6 de agosto de 2020. La nueva versión combina las letras de la canción con los ritmos folk y pop de Morat.

## Personal
- León Larregui - voz líder
- Ángel Mosqueda - Bajo
- Sergio Acosta - guitarra acústica
- Jesús Báez - Teclado, Clavicordio
- Rodrigo Guardiola - Batería,  percusión
- Chetes - guitarra acústica, coros
- Denise Gutiérrez - coros
- Andrés Sánchez - Percusiones, Glockenspiel,[7] Egg shaker
- Yamil Rezc - Percusiones, Vibráfono
- Benjamín Carone Sheptak - Violín.
- Edgardo Carone Sheptak - Violín.
- Milana Sovolena Solobioma - Viola.
- Salomón Guerrero Alarcón - Violonchelo.
- Daniel Zlotnik - Saxofón Barítono.[7]